# Рыболовство

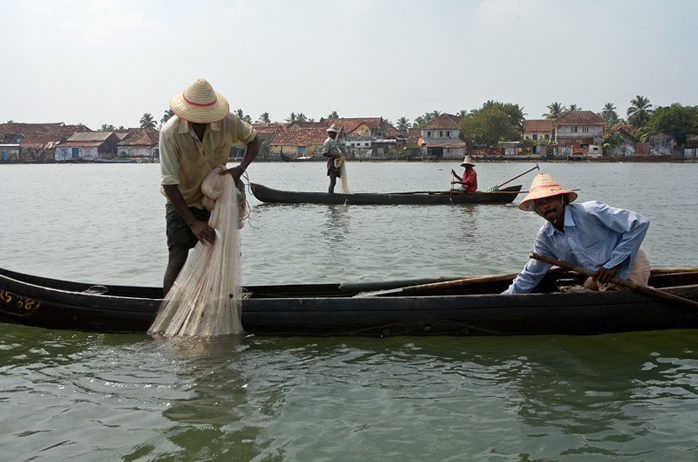
Рыбаки в Индии

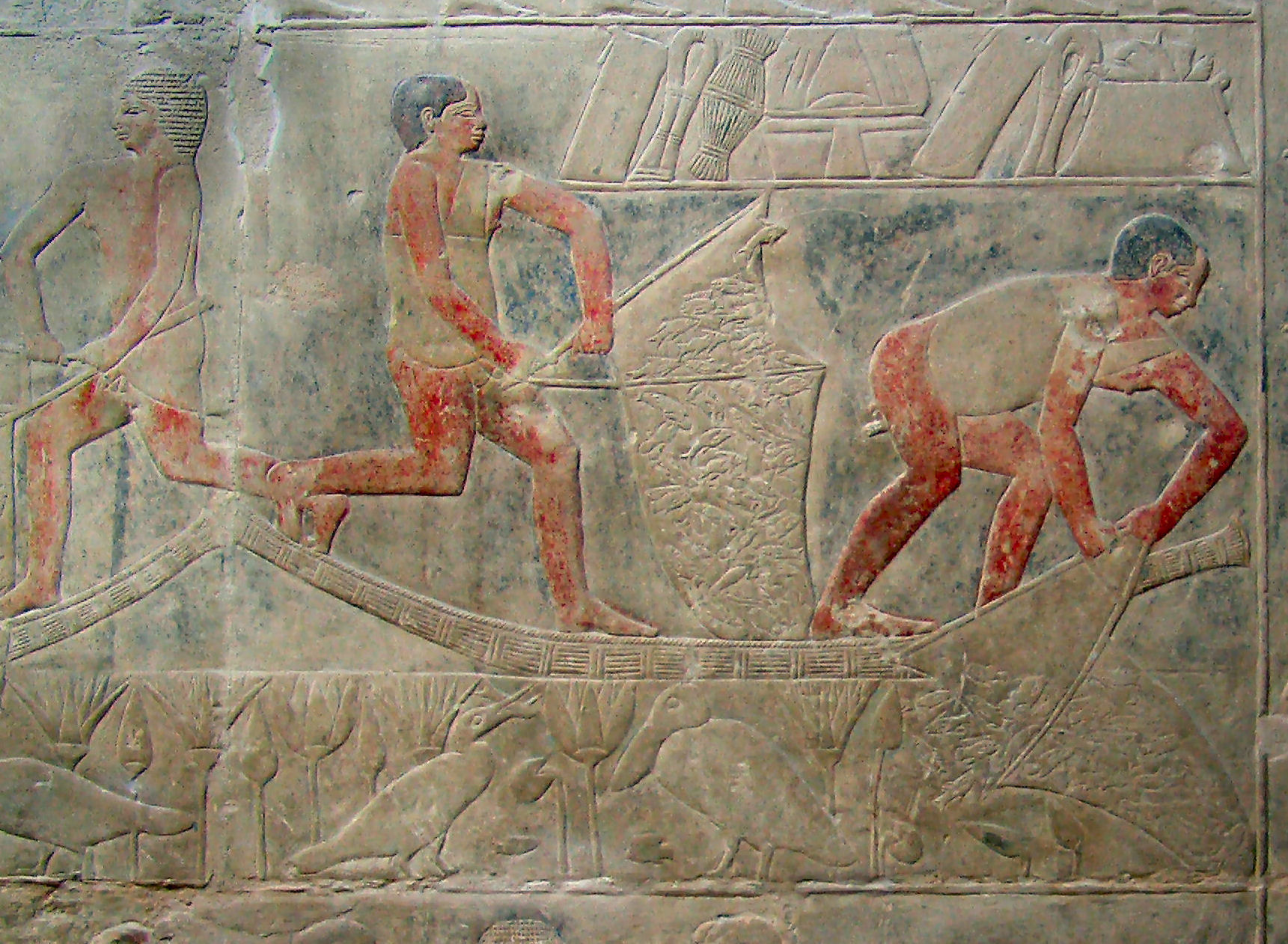
Фрагмент росписи из древнеегипетской гробницы Мереруки, XXIV век до н. э.

Рыболо́вство — деятельность по добыче (вылову) водных биоресурсов и в предусмотренных законом случаях по приёмке, обработке, перегрузке, транспортировке, хранению и выгрузке уловов водных биоресурсов, производству рыбной и иной продукции из водных биоресурсов.
Российское законодательство предусматривает такие виды рыболовства как промышленное, прибрежное, спортивное, любительское, традиционное (традиционный вид хозяйственной деятельности коренных малочисленных народов Севера, Сибири и Дальнего Востока), а также рыболовство в научных, учебных и культурно-просветительских целях, рыболовство в целях аквакультуры (рыбоводства).
Лов рыбы в качестве хобби, вида отдыха или спорта принято называть рыбалкой.

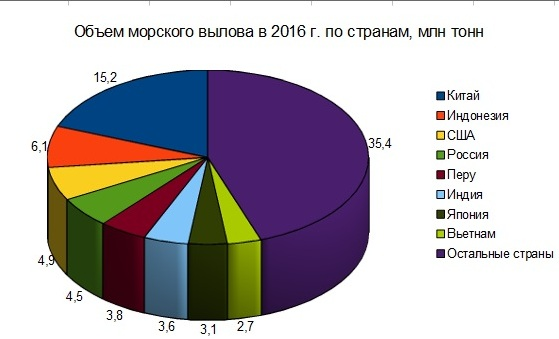
Объём морского рыболовства (без рыбоводства и аквакультуры) в 2016 году по странам

## История рыболовства

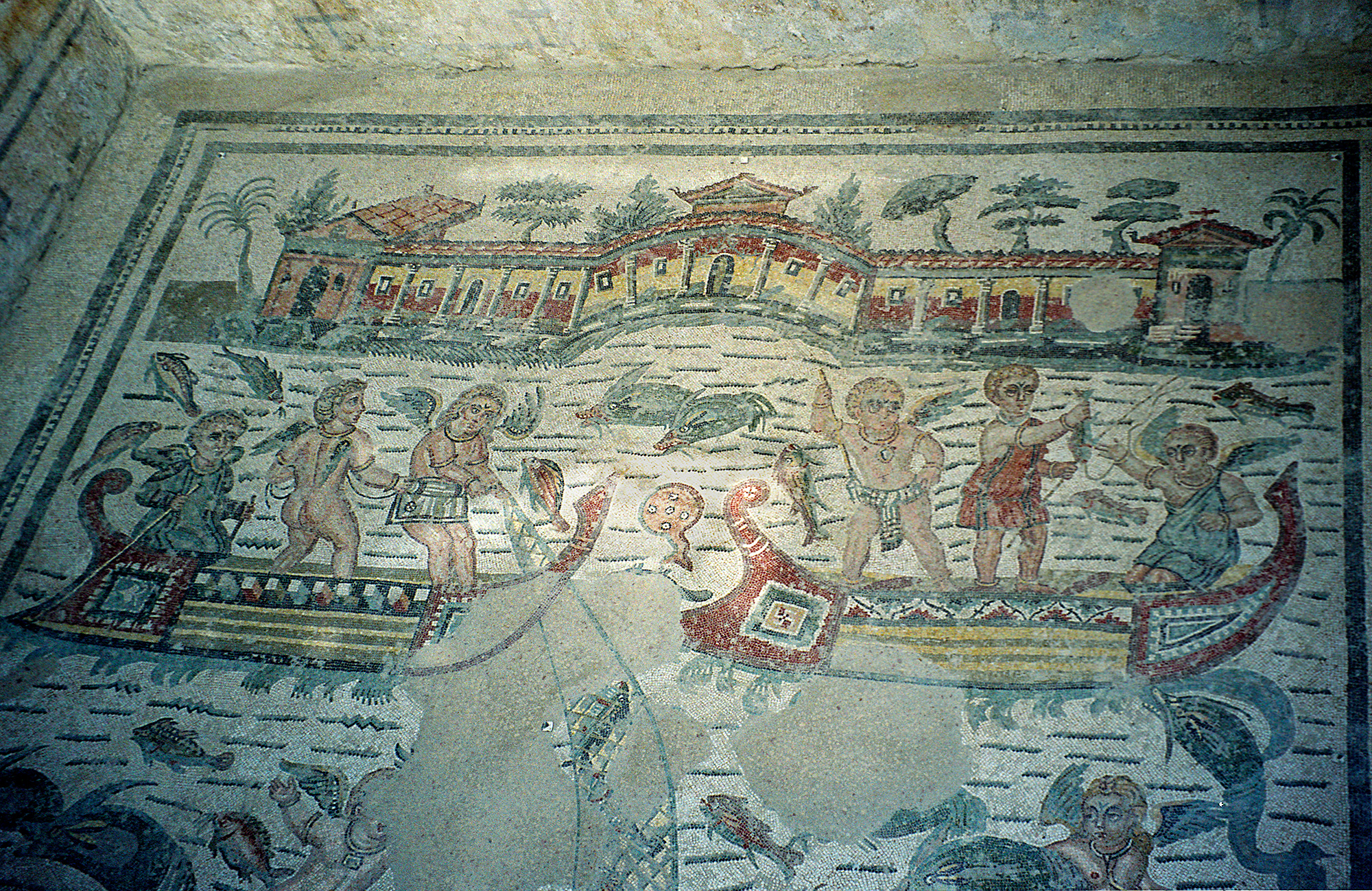
Ловящие рыбу купидоны. Мозаика из Вилла дель-Касале близ Пьяцца-Армерина (Сицилия). IV век н. э.

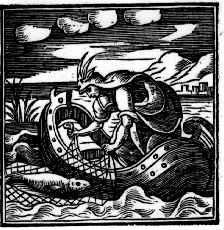
Рыбак. Гравюра Йорга Брея, 1531 г.

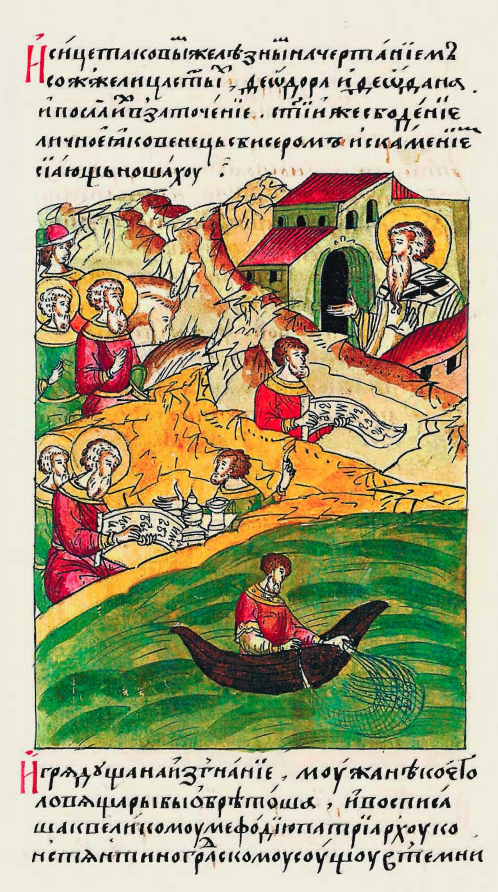
Лицевой летописный свод (XVI век). «И, отправившись в изгнание, встретили какого-то человека, ловящего рыбу, и написали к великому Мефодию, патриарху Константинопольскому, находящемуся в темнице»

Рыболовство — одна из древнейших форм хозяйственной деятельности людей. Далёкие предки людей Homo erectus и неандертальцы способны были ловить рыбу в неглубоких водоёмах «голыми руками». У индейских племён Амазонии зафиксирован несколько более «совершенный» способ ловли рыбы в неглубоких заводях методом оглушения с помощью веток, подробно описанный в 1950-е годы белой бразильянкой Хеленой Валеро, в течение 20 лет прожившей среди племен яномамо.
Достоверные археологические свидетельства о рыбной ловле как отдельном роде деятельности с использованием гарпуна, остроги и примитивных ловушек существуют начиная с эпохи среднего палеолита. Наиболее древние из рыболовных крючков обнаружены в 2016 году на острове Окинава, в Японии. По предварительной оценке, возраст крючков составляет 23 тысячи лет, а материал, из которого они сделаны — раковины морских моллюсков.
Ко временам мезолита относится появление первых рыболовных сетей. С гарпуном рыбу стало ловить гораздо проще, поскольку благодаря костяным крючьям на конце гарпуна она не могла ускользнуть. С помощью сетей появилась возможность добывать и запасать её в значительном количестве. В мифологии разных народов плетение сетей является особым искусством, которое сродни умению ковать мечи или строить суда.
В разных регионах мира у примитивных племён этнографами издавна засвидетельствован оригинальный способ речного рыболовства — с помощью растительных ядов. Для ловли рыбы с помощью последних маленькие речки или ручьи сначала перегораживали в самых узких местах каменными, деревянными, прутяными запрудами или плетёными загородками. Затем измельчали корни растений или измочаливали их стебли и листья, после чего кидали их в воду выше по течению. Через несколько минут собирали всплывшую кверху брюхом отравленную рыбу.
Рыболовство стало третьим по важности занятием древних людей после собирательства и охоты. У многих племён оно становилось основным источником существования (например, у некоторых племён северо-запада Северной Америки). Рыболовство обычно сочеталось с собирательством, охотой, земледелием. У скотоводческих племён рыболовство значительной роли не играло. Формы и способы традиционного рыболовства, равно как и орудия, были весьма разнообразны и представляли собой почти все известные способы непромысловой рыбной ловли: запруды, сети, корзины, удочки, рыбные колёса и т. д.
Около 2000 года до н. э. в Древнем Египте появляются первые свидетельства об ужении рыбы с лодок. С возникновением обмена и торговли, у многих народов рыболовство постепенно принимает форму промысла, а в новейшее время оно приобрело промышленный характер.

## Современность

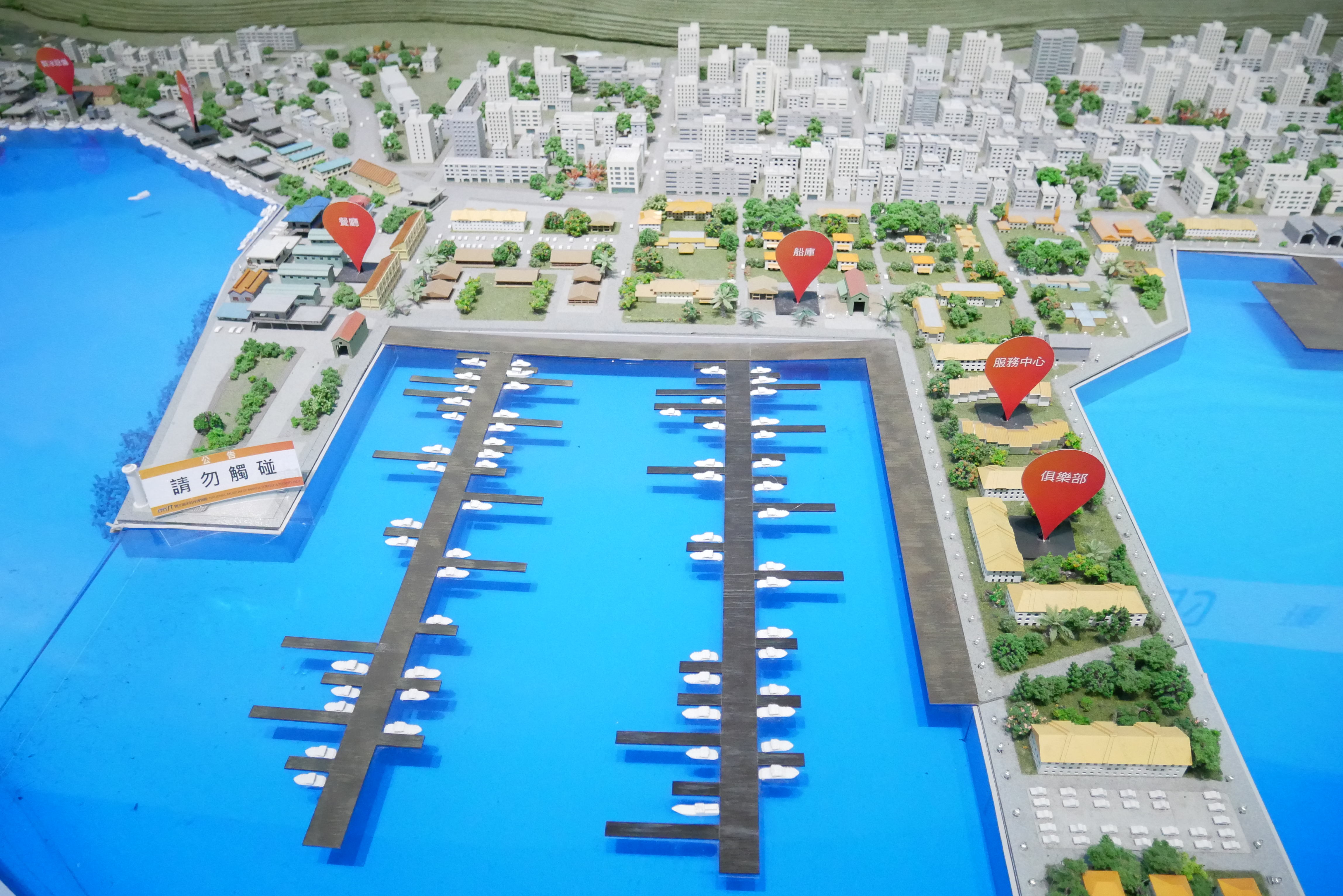
Модель рыбного порта в Национальном музее морской науки и техники, Цзилун, Тайвань

Основные объекты добычи в промышленном рыболовстве в мире, в порядке уменьшения объема вылова: перуанский анчоус, минтай, полосатый тунец, сардинелла, сельдь, японская скумбрия, северная путассу, десятипёрая ставрида, желтопёрый тунец, японский анчоус, атлантическая треска, рыба-сабля, атлантическая скумбрия, европейская сардина, аргентинский кальмар-иллекс, кальмар-дозидикус, макрель, килька балтийская и черноморская, желтохвост, мойва, японский синий краб, креветки, мексиканский менхэден, канагурта, дальневосточная сардина.

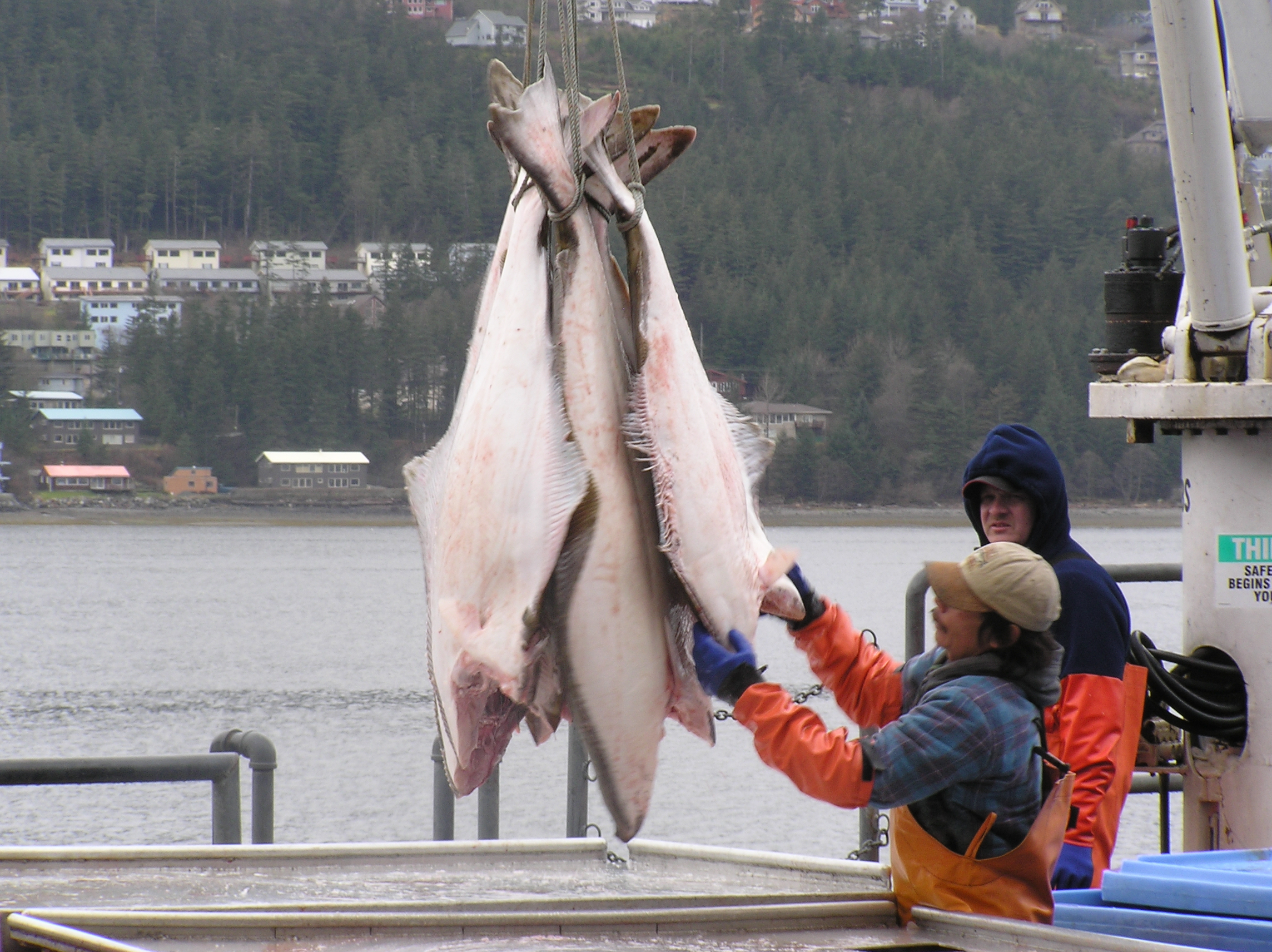
Атлантический палтус, выловленный рыбаками (судно вблизи города Джуно, Аляска)

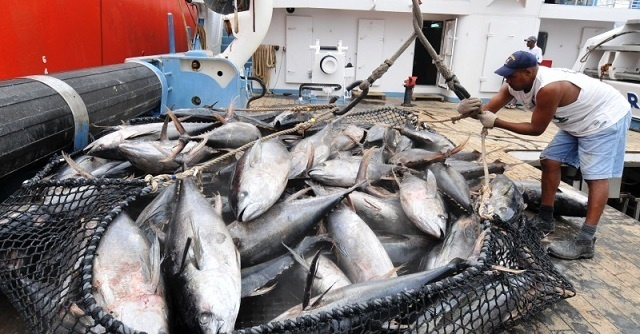
Желтопёрый тунец, выловленный рыбаками Сейшельских островов

С промысловой точки зрения можно разделить рыб на морских, живущих всегда в море; проходных, проводящих часть жизни (большую) в море и часть в реках, куда они входят на пресную воду для икрометания; и на пресноводных, живущих постоянно в реках, озёрах и т. п.
Если в 1974 году только 56 видов рыб обеспечивали вылов свыше 50 тыс. т каждый, то в 1985 году их было уже 92.
В 1950 году общий океанический вылов оценивался в 20-30 миллионов метрических тонн. К 1990-му он вырос до 90 млн тонн. Массивные длинные рыболовецкие сети позволили значительно увеличить захват рыбы. Стали использоваться различные виды дистанционного зондирования, спутниковая съемка и иные способы нахождения рыбы. Но чрезмерный вылов рыбы стал угрожать продуктивности морских экосистем. В 2006 году журнал Science опубликовал прогноз, в котором предсказывалась деградация промышленного рыболовства к 2048 году при сохранении нынешней интенсивности вылова.
По данным на 2002 год, мировое рыболовство обеспечивало занятость более чем 120 млн человек, в мире было около 3,5 млн рыболовных судов разных типов общим тоннажем в 13—14 млн т.
Северо-Западный район в Тихом океане у берегов Азии, где промысел ведут Россия, Япония, Китай, Южная Корея и КНДР, является крупнейшим в мире. Северо-Восточный район в Тихом океане у берегов Северной Америки по структуре уловов в сходен с Северо-Западным, но уступает ему по их объемам. Юго-Восточный район в Тихом океане находится у берегов Перу и Чили, основным объектом промысла там является перуанский анчоус.
Северо-Восточный район в Атлантическом океане еще в начале 1950-х годов обеспечивал треть всех мировых уловов, но затем добыча там резко сократилась из-за перелова. Уменьшились уловы и в Северо-Западном районе Атлантического океана, где основной промысел ведут США и Канада.
72—75 % мирового улова предназначается для питания людей, остальную часть перерабатывают в рыбную муку, питательные добавки, рыбий жир, используют на корм скоту или в фармацевтике.

## В Российской Федерации
| год    | 1991 | 1992 | 1993 | 1994 | 1995 | 1996 | 1997 | 1998 | 1999 | 2000 | 2001 | 2002 | 2003 | 2004 | 2005 | 2006 | 2007 | 2008 | 2009 | 2010 |
| тыс. т | 6966 | 5314 | 4369 | 3543 | 3936 | 4137 | 4108 | 4084 | 4020 | 3776 | 3621 | 3258 | 3285 | 2965 | 3212 | 3264 | 3417 | 3333 | 3728 | 4028 |
| год    | 2011 | 2012 | 2013 | 2014 | 2015 | 2016 | 2017 | 2018 | 2019 | 2020 | 2021 | 2022 | 2023 | 2024 | 2025 | 2026 | 2027 | 2028 | 2029 | 2030 |
| тыс. т | 4265 | 4270 | 4297 | 4235 | 4493 | 4812 | 4774 | 5110 | 4983 | 4975 | 5061 | 4920 | 5300 | 4883 |      |      |      |      |      |      |

## Рыболовство в культуре
Помимо этого, рыболовство дало начало культурным мероприятиям. В первую очередь «Всемирный день рыболовства», существующий с 1985 года, а также «День рыбака».